# Internationales Atemschutzmuseum
Das Internationale Atemschutzmuseum ist ein Spezialmuseum. In seinen Beständen verfügt es über eine  Sammlung von 10.000 Atemschutzmasken aus der Zeit von 1870 bis heute. Es befindet sich in Meetzen, einem Ortsteil der Gemeinde Holdorf (Landkreis Nordwestmecklenburg) zwischen Lübeck und Schwerin.

## Geschichte
Das Museum wurde im Jahr 2017 von dem Feuerwehrhistoriker Uwe Rosenfeld in einer Halle des Landesfeuerwehrmuseum Mecklenburg-Vorpommern gegründet. Uwe Rosenfeld ist auch im Vorstand des auf demselben Gelände befindlichen Landesfeuerwehrmuseums Mecklenburg-Vorpommern und Direktor des Internationalen Feuerwehrmuseum Schwerin, so dass eine enge Kooperation zwischen diesen Museen besteht.

## Ausstellung
Grundstein der Sammlung ist die ehemalige Privatsammlung des deutschen Ingenieurs German Vogliano aus Berlin, der im März 2016 verstarb. Die Ausstellungsstücke wurden von seiner Familie dem Meetzener Museumsteam überlassen. 
Uwe Rosenfeld vermutet, dass es sich um die weltweit größte Sammlung an Atemschutzmasken handelt. Um dieses zu bestätigen, will er die Sammlung ins Guinness-Buch der Rekorde eintragen lassen.
Das Museum hat in der ersten Ausbaustufe eine Ausstellungsfläche von ca. 270 m². Hier werden etwa 2000 Exponate, Gasmasken, Atemschutzgeräte, Kinder- und Tiergasschutz, Mess- und Prüfgeräte sowie eine Literatursammlung gezeigt. Im Jahr 2018 soll in einer zweiten Ausbaustufe eine Ausstellungsfläche von ca. 500 m² erreicht werden. Das Int. Atemschutzmuseum zeigt durch spezifische Exponate der Firmen Auergesellschaft, Berlin und Dräger, Lübeck auch für diese beiden Unternehmen einen geschichtlichen Verlauf in der Entwicklung der Atemschutzgeräte.
Das Museum hat feste Öffnungszeiten. Es wird von Feuerwehrangehörigen im Ehrenamt als Verein betrieben. Das Int. Atemschutzmuseum ist in Europa einzigartig. Es ist eigenständig und wird wissenschaftlich von dem Militärhistoriker Hubert Pinick betreut. In Deutschland ist er der autorisierte Fachspezialist für den internationalen Atemschutz.
Am 15. August 2017 wurde das umfangreiche Archiv des Int. Atemschutzmuseums der Öffentlichkeit zugänglich gemacht, nachdem in einem ersten Arbeitsgang ca. 30 % der archivierten Unterlagen gesichtet, geordnet und abgelegt wurden. Es umfasst über 30 laufende Meter Regalfläche und dokumentiert die Entwicklung des Atemschutzes bis heute. Inhaltlich sind  Dokumente, Zeitungen/Zeitschriften, Bilder und Dias, Fachbücher, techn. Informationen und Prospekte aus der ganzen Welt archiviert. Sie stehen  Historikern für Forschungszwecke zur Verfügung.